# GNU Portable Threads
GNU Pth(Portable Threads)는 POSIX/ANSI-C 기반의 유닉스 플랫폼용 사용자 공간 스레드 라이브러리로, 멀티스레딩 애플리케이션을 위한 우선순위 기반 스케줄링을 제공한다. GNU Pth는 높은 수준의 이식성을 목표로 한다. 이는 GNU 프로젝트의 일부이다.
Pth는 또한 하위 호환성을 위해 POSIX 스레드에 대한 API 에뮬레이션을 제공한다.
GNU Pth는 커널 공간 스레드에 대한 N:1 매핑을 사용한다. 즉, 스케줄링은 전적으로 GNU Pth 라이브러리에 의해 이루어지며 커널 자체는 사용자 공간의 N개 스레드를 인식하지 못한다. 이 때문에 커널 디스패칭이 필요하기 때문에 SMP를 활용할 수 없다.

## 같이 보기
- 파이버